# Candy Apples
Candy Apples, née le 3 octobre 1976 à Inglewood, est une actrice pornographique américaine.

## Biographie
Elle débute en 1995 dans le X. Elle participe à plus de 250 films comme Blowjob Fantasies 1, White Trash Whore 1, ou encore American Bukkake 2.
En octobre 1999, un gang bang est organisé spécialement pour Candy Apples. La participation de 742 personnes est confirmée jusqu'à l'arrivée de la police qui arrête la soirée. Jim Powers affirme qu'il avait répertorié 2 000 noms de volontaires six mois auparavant. Le record de Candy Apples sera battu par Sabrina Johnson en 2004.
Elle possède un tatouage sur chaque sein : « Candy » et « Apples ».

## Récompenses et nominations
- 2001 : AVN Award nommée, Best Solo Sex Scene, Candy Apples vs. King Dong
- 2001 : AVN Award nommée, Best All-Girl Sex Scene, The Violation of Bridgette Kerkove avec Bridgette Kerkove, Coral Sands, Daisy Chain, Gwen Summers, Layla Jade et Vivi Anne

## Filmographie sélective
- 1995 Raunch Ranch
- 1996 Punk Ass
- 1997 The Violation of Brooke Ashley
- 1997 The Violation of Shay Sweet
- 1998 The Violation of Jill Kelly
- 1998 The Violation of Marylin Star
- 1998 The Violation of Chandler
- 1999 The Violation of Gina Ryder
- 1999 The Violation of Katie Gold
- 2000 The Violation of Bridgette Kerkove
- 2000 The Violation of Jade Marcela
- 2000 The Violation of Amber Lynn
- 2000 The Violation of Mirage
- 2001 Anal Fever
- 2002 Sodomania: Slop Shots 11
- 2003 The Violation of Briana Banks
- 2004 Anal Treasures
- 2005 School Girls vs Filthy Things
- 2006 Hot Cherry Pies 3